# Blaesiophthalmus accinctus
Blaesiophthalmus accinctus là một loài bọ cánh cứng thuộc họ Cleridae. Loài này được miêu tả về mặt khoa học đầu tiên năm 1842 bởi Newman.